# Leon Ehrmann
Leon Ehrmann (Podbuz, Poljska, 1870. – Budimpešta, Mađarska,  27. travnja 1913.), hrvatski industrijalac i stariji brat industrijalca Aleksandera Ehrmanna

## Životopis
Leon Ehrmann je rođen 1870. u bogatoj židovskoj obitelji Ignaca i Adele Liebermann-Ehrmann. Podrijetlom je iz Podbuza u istočnoj Galiciji. Ehrmann je odrastao uz trojicu braće; Aleksandra, Oskara i Leopolda. Cijela obitelj Ehrmann bavila se drvnom industrijom. Ehrmann je 1903. godine utemeljio drvoprerađivačku tvrtku "Slavonija d.d." u Slavonskom Brodu. Ehrmann je bio trgovački savjetnik, predsjednik industrije drva "Una d.d." iz Bosanske Dubice, član ravnateljstva "Hrvatske eskomptne i mjenjačne banke d.d.", predsjednik dioničkog društva "Faginae" u Rijeci, član uprave drvne industrije "Mundus" u Budimpešti, član uprave francuskog društva "Companie foreslière de l’Afrique française", itd. Leona Ehrmanna je pratio glas izvanrednog strukovnog i općeg stručnjaka, te je osobito bio uvažena ličnost u krugovima drvne industrije Austro-Ugarske Monarhije. Ehrmann je umro u Budimpešti, 27. travnja 1913. godine.